# Binh chủng Tàu ngầm, Quân đội nhân dân Việt Nam
Binh chủng Tàu ngầm là một binh chủng của Quân đội nhân dân Việt Nam, thuộc Quân chủng Hải quân, có nhiệm vụ tiêu diệt các loại tàu ngầm, tàu nổi cũng như các phương tiện thủy của đối phương, có thể hoạt động độc lập hoặc hiệp đồng với các lực lượng khác theo các yêu cầu nhiệm vụ khác nhau. Ngoài ra lực lượng còn có khả năng trinh sát, do thám các mục tiêu quân sự của đối phương bằng các thiết bị tác chiến điện tử và rải thủy lôi, ngăn cản hoạt động của các phương tiện đường biển.
Hiện nay, Lữ đoàn tàu ngầm 189 là đơn vị thuộc Binh chủng tàu ngầm, Quân đội nhân dân Việt Nam.

## Thành lập lực lượng

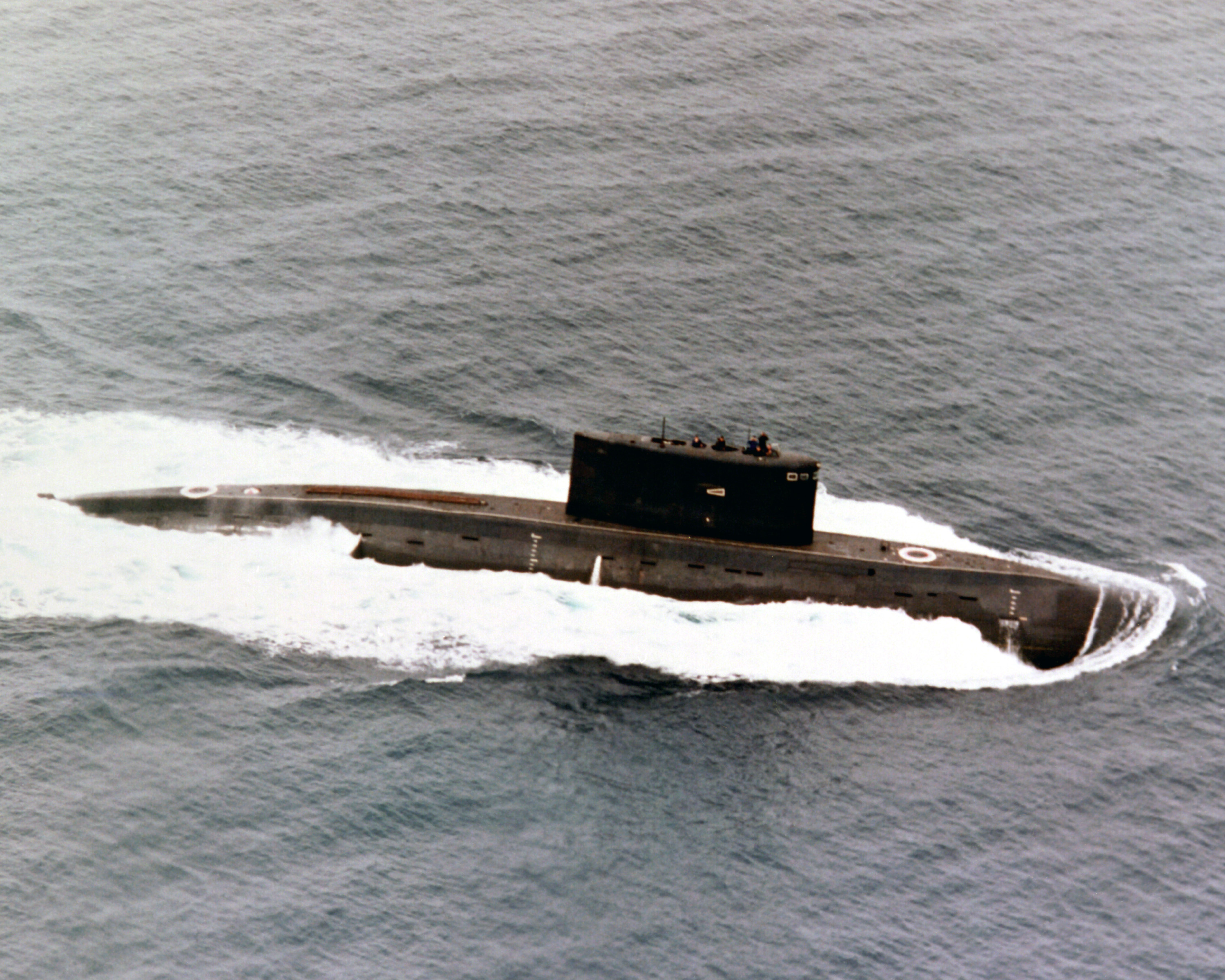
Tàu ngầm lớp Kilo

Thực tế, từ những năm 1980, Quân đội nhân dân Việt Nam đã có ý định thành lập một đơn vị tàu ngầm với sự giúp đỡ của Liên Xô. Tháng 6 năm 1982, Quân chủng Hải quân thành lập Đoàn 682 trực thuộc Bộ Tham mưu Hải quân. Sau thời gian huấn luyện, đoàn 682 được biên chế vào Hải đội 182. Cuối tháng 7 năm 1984, Hải đội 182 được cử sang Liên Xô huấn luyện sử dụng Tàu ngầm Đề án 613 tại trung tâm huấn luyện tàu ngầm Riga thủ đô nước Cộng hòa Xã hội chủ nghĩa Xô viết Latvia. Đầu tháng 5 năm 1986, Hải đội 182 về nước. Do lúc đó Việt Nam chưa đủ điều kiện thành lập Binh chủng tàu ngầm nên tháng 10 năm 1987 Hải đội 182 bị giải tán, các thành viên được điều động sang đơn vị khác hoặc giải ngũ.
Năm 1991, Liên Xô tan rã, mất nguồn hỗ trợ chính về quân sự, Việt Nam lại trong thời kỳ kinh tế vừa mới vực dậy, lực lượng Hải quân tạm gác việc xây dựng lực lượng tàu ngầm, tập trung nguồn lực cho các đơn vị tàu mặt nước quan trọng hơn trong khi Hải quân Trung Quốc càng ngày càng có nhiều động thái khiêu khích ở khu vực Biển Đông, đặc biệt là Quần đảo Trường Sa.

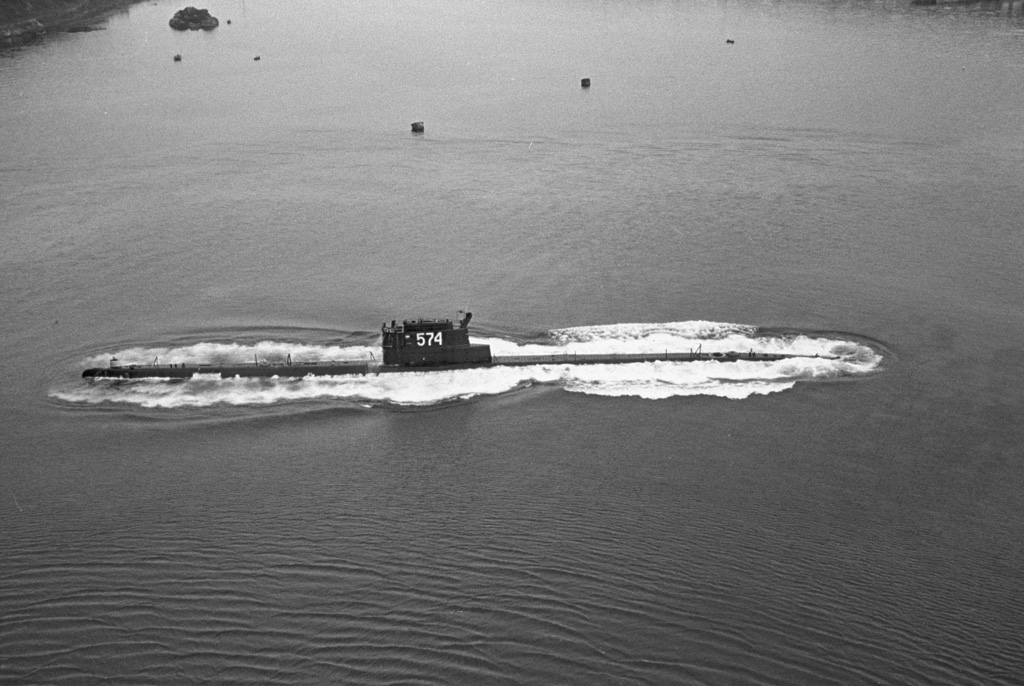
Tàu ngầm thuộc Đề án 613, trọng lượng 1.080 tấn, dài 76 m, thủy thủ đoàn 54 người, trang bị 12 ngư lôi 533 mm, 22 thủy lôi và hệ thống tên lửa chống hạm P-5 Pyatyorka. Tầm hoạt động 25.000 km với thời gian từ 40-45 ngày.

Năm 1997, Hải quân Cộng hòa Dân chủ Nhân dân Triều Tiên cung cấp cho Hải quân Việt Nam 2 chiếc Tàu ngầm lớp Yugo và 2 tàu ngầm lớp Sang-O phục vụ công tác huấn luyện tàu ngầm cho thủy thủ và đặc công Hải quân. Chúng được biên chế cho Đoàn 196 (hay Đoàn M96).
Năm 2001, Việt Nam ban hành "Kế hoạch hiện đại hóa lực lượng vũ trang thế kỷ mới", thực hiện chiến lược "thu hẹp lục quân mở rộng hải quân", đề xuất thay đổi toàn diện vũ khí, trang thiết bị của lục quân, hải quân và không quân, ưu tiên hiện đại hóa phòng không, không quân và hải quân, đồng thời lắp đặt các loại trang thiết bị cảnh báo, trinh sát, chỉ huy, cơ động và đảm bảo cung cấp hậu cần. Nghị quyết 09 - NQ/TW ngày 9 tháng 2 năm 2007 "Về chiến lược biển Việt Nam đến năm 2020" của Đảng Cộng sản Việt Nam chủ trương phát huy sức mạnh tổng hợp, giữ vững độc lập, chủ quyền, quyền chủ quyền, quyền tài phán, toàn vẹn lãnh thổ, lãnh hải, vùng trời Tổ quốc. Kết hợp chặt chẽ các hình thức, biện pháp đấu tranh chính trị, ngoại giao, pháp lý, kinh tế, quốc phòng trong quản lý vùng trời, bảo vệ biển, đảo của Tổ quốc gắn với thế trận an ninh nhân dân. Xây dựng lực lượng vũ trang, nòng cốt là hải quân, không quân, cảnh sát biển, biên phòng, dân quân tự vệ biển mạnh, làm chỗ dựa vững chắc cho ngư dân và các thành phần kinh tế sản xuất và khai thác tài nguyên biển. Sách Trắng Quốc phòng năm 2009 của Việt Nam nhấn mạnh phải xây dựng quân đội hiện đại hóa có trang bị vũ khí tiên tiến, tự nghiên cứu chế tạo, liên hợp sản xuất trang thiết bị, đồng thời mua sắm vũ khí trang thiết bị tiên tiến của nước ngoài, trong đó mua sắm vũ khí trang thiết bị cho hải quân và phòng không, không quân đã chiếm tỉ lệ rất lớn.
Năm 2008, Việt Nam được cho là muốn mua các tàu ngầm đã qua sử dụng của Serbia. Cơ hội này đã nảy sinh khi Serbia và Montenegro chia tách năm 2006, dẫn đến Serbia không còn đường bờ biển. Việt Nam nhận thấy có thể mua 3 tàu ngầm thông thường và 3 tàu ngầm mini vốn đã không còn bờ biển để hoạt động. Tuy nhiên, nỗ lực này bất thành, vì sau đó toàn bộ các tàu ngầm đã được bán cho Ai Cập.

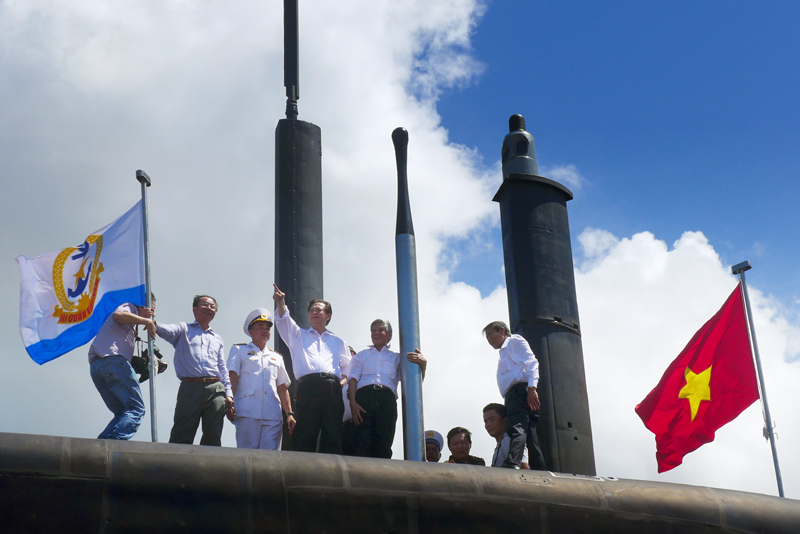
Thủ tướng Nguyễn Tấn Dũng trong lễ thượng cờ cấp quốc gia hai tàu ngầm HQ-182 Hà Nội và HQ-183 TP Hồ Chí Minh tại quân cảng Cam Ranh (Khánh Hòa) ngày 3/4/2014.

Năm 2009, Việt Nam ký hợp đồng với tập đoàn quốc phòng Liên bang Nga Rosoboronoexport, mua 6 tàu ngầm thuộc Đề án 636M Varshavyanka (NATO gọi là Tàu ngầm lớp Kilo) với trị giá 4,3 tỷ USD. Hợp đồng còn bao gồm việc huấn luyện thủy thủ Việt Nam và xây dựng một trung tâm huấn luyện thủy thủ tàu ngầm theo tiêu chuẩn cấp 1 của Hải quân Liên bang Nga tại Quân cảng Cam Ranh.
Ngày 29 tháng 5 năm 2013, tại Quân cảng Cam Ranh, Vùng 4 Hải quân, Quân chủng Hải quân Nhân dân Việt Nam chính thức thành lập đơn vị tàu ngầm mang tên Lữ đoàn tàu ngầm 189 sau 30 năm cố gắng thực hiện.
Ngày 15 tháng 1 năm 2014, chiếc tàu ngầm 636M đầu tiên trong hợp đồng 6 tàu ngầm Việt Nam đặt mua từ Nga năm 2009 đã được tiếp nhận tại quân cảng Cam Ranh, mang số hiệu HQ-182 Hà Nội.
Ngày 3 tháng 4 năm 2014, tổ chức Lễ thượng cờ cấp quốc gia hai tàu ngầm HQ-182 Hà Nội và HQ-183 TP Hồ Chí Minh tại quân cảng Cam Ranh (Khánh Hòa). Trước đó, ngày 20 tháng 3 năm 2014, Tàu ngầm 636M thứ hai mang số hiệu HQ-183 TP Hồ Chí Minh đã được vận chuyển đến Quân cảng Cam Ranh.
Ngày 28 tháng 2 năm 2017, tại căn cứ Lữ đoàn tàu ngầm 189 (thuộc Căn cứ quân sự Cam Ranh, Khánh Hòa), Quân chủng Hải quân (Bộ Quốc phòng) đã tổ chức lễ thượng cờ hai tàu ngầm Kilo cuối cùng là 186 Đà Nẵng và 187 Bà Rịa - Vũng Tàu. Toàn bộ 6 tàu ngầm trong hợp đồng mà Việt Nam đặt từ Nga năm 2009 đã được nhận đủ và đi vào hoạt động.

## Danh sách
| Số hiệu | Tỉnh/Thành            | Xưởng đóng       | Đề án | Đặt ky     | Hạ thủy    | Nhập biên chế | Đơn vị      | Trạng thái       |
| ------- | --------------------- | ---------------- | ----- | ---------- | ---------- | ------------- | ----------- | ---------------- |
| HQ-182  | Hà Nội                | Saint Petersburg | 636M  | 25/8/2010  | 28/8/2012  | 15/1/2014     | Lữ đoàn 189 | Đi vào hoạt động |
| HQ-183  | Thành phố Hồ Chí Minh | Saint Petersburg | 636M  | 28/11/2011 | 28/12/2012 | 4/4/2014      | Lữ đoàn 189 | Đi vào hoạt động |
| HQ-184  | Hải Phòng             | Saint Petersburg | 636M  | 28/3/2012  | 28/8/2013  | 31/1/2015     | Lữ đoàn 189 | Đi vào hoạt động |
| HQ-185  | Khánh Hòa             | Saint Petersburg | 636M  | 3/2013     | 28/3/2014  | 2/7/2015      | Lữ đoàn 189 | Đi vào hoạt động |
| HQ-186  | Đà Nẵng               | Saint Petersburg | 636M  | 12/2013    | 28/12/2014 | 28/2/2017     | Lữ đoàn 189 | Đi vào hoạt động |
| HQ-187  | Bà Rịa-Vũng Tàu       | Saint Petersburg | 636M  | 28/5/2014  | 28/9/2015  | 28/2/2017     | Lữ đoàn 189 | Đi vào hoạt động |

Căn cứ hải quân: Cam Ranh
Nhà máy đóng tàu X52 chịu trách nhiệm trong việc bảo dưỡng hạm đội này.